# Emoia slevini
Espèce
Statut de conservation UICN

 CR B1ab(i,ii,iii,iv,v) : 
En danger critique
Emoia slevini est une espèce de sauriens de la famille des Scincidae.

## Distribution
Cette espèce est endémique des îles Mariannes. Elle se rencontre aux îles Mariannes du Nord et à Guam.

## Étymologie
Cette espèce est nommée en l'honneur de Joseph Richard Slevin.

## Publication originale
- Brown & Falanruw, 1972  : A new lizard of the genus Emoia (Scincidae) from the Marianas Islands. Proceedings of the California Academy of Sciences, ser. 4, vol. 39, no 9, p. 105-110 (texte intégral).